# Diocesi di Vĩnh Long
La diocesi di Vĩnh Long (in latino Dioecesis Vinhlongensis) è una sede della Chiesa cattolica in Vietnam suffraganea dell'arcidiocesi di Hô Chí Minh. Nel 2022 contava 213.710 battezzati su 4.026.513 abitanti. È retta dal vescovo Pierre Huỳnh Văn Hai.

## Territorio
La diocesi comprende le province vietnamite di Ben Tre, Tra Vinh, Vĩnh Long e parte di quella di Dong Thap.
Sede vescovile è la città di Vĩnh Long, dove si trova la cattedrale di Sant'Anna.
Il territorio si estende su 6.772 km² ed è suddiviso in 215 parrocchie.

## Storia
Il vicariato apostolico di Vĩnh Long fu eretto l'8 gennaio 1938 con la bolla In remotas di papa Pio XI, ricavandone il territorio dal vicariato apostolico di Saigon (oggi arcidiocesi di Hô Chí Minh).
Il 24 novembre 1960 il vicariato apostolico è stato elevato a diocesi con la bolla Venerabilium Nostrorum di papa Giovanni XXIII.

## Cronotassi dei vescovi
Si omettono i periodi di sede vacante non superiori ai 2 anni o non storicamente accertati.
- Pierre Martin Ngô Đình Thục † (8 gennaio 1938 - 24 novembre 1960 nominato arcivescovo di Huê)
- Antoine Nguyễn Văn Thiện † (24 novembre 1960 - 12 luglio 1968 dimesso[1])
- Jacques Nguyễn Văn Mầu † (12 luglio 1968 - 3 luglio 2001 ritirato)
- Thomas Nguyễn Văn Tân † (3 luglio 2001 succeduto - 17 agosto 2013 deceduto)
  - Sede vacante (2013-2015)
- Pierre Huỳnh Văn Hai, dal 7 ottobre 2015

## Statistiche
La diocesi nel 2022 su una popolazione di 4.026.513 persone contava 213.710 battezzati, corrispondenti al 5,3% del totale.
| anno | popolazione | popolazione | popolazione | presbiteri | presbiteri | presbiteri | presbiteri                | diaconi | religiosi | religiosi | parrocchie |
| anno | battezzati  | totale      | %           | numero     | secolari   | regolari   | battezzati per presbitero | diaconi | uomini    | donne     | parrocchie |
| ---- | ----------- | ----------- | ----------- | ---------- | ---------- | ---------- | ------------------------- | ------- | --------- | --------- | ---------- |
| 1970 | 89.200      | 1.729.358   | 5,2         | 118        | 111        | 7          | 755                       |         | 74        | 645       | 125        |
| 1973 | 112.000     | 1.235.000   | 9,1         | 118        | 116        | 2          | 949                       |         | 64        | 563       | 53         |
| 1990 | 170.000     | 3.500.000   | 4,9         | 125        | 115        | 10         | 1.360                     | 1       | 43        | 564       | 168        |
| 2001 | 176.200     | 4.012.000   | 4,4         | 136        | 125        | 11         | 1.295                     |         | 41        | 498       | 203        |
| 2003 | 182.442     | 3.954.729   | 4,6         | 148        | 136        | 12         | 1.232                     |         | 70        | 597       | 88         |
| 2004 | 183.728     | 3.967.400   | 4,6         | 158        | 146        | 12         | 1.162                     |         | 47        | 524       | 88         |
| 2010 | 195.065     | 4.161.000   | 4,7         | 176        | 158        | 18         | 1.108                     |         | 55        | 588       | 110        |
| 2014 | 199.404     | 4.385.000   | 4,5         | 207        | 179        | 28         | 963                       |         | 80        | 642       | 209        |
| 2017 | 204.908     | 4.065.200   | 5,0         | 210        | 183        | 27         | 975                       |         | 93        | 678       | 216        |
| 2020 | 211.400     | 4.192.709   | 5,0         | 239        | 206        | 33         | 884                       |         | 140       | 666       | 214        |
| 2022 | 213.710     | 4.026.513   | 5,3         | 253        | 219        | 34         | 844                       |         | 141       | 671       | 215        |